# Karl Suter (Regisseur)
Karl Suter (* 23. April 1926 in Zürich, Schweiz; † 31. Dezember 1977 in Küsnacht) war ein Schweizer Schauspieler, Filmregisseur, Drehbuchautor und Schriftsteller mit kurzer Kinokarriere von 1959 bis 1966.

## Leben und Wirken
Suter erhielt bei Kriegsende 1945 in seiner Heimatstadt Zürich eine Schauspielausbildung und begann mit 20 Jahren erste Rollen am Schauspielhaus Zürich zu übernehmen. Anschliessend ging er in die SBZ, um sein erstes Festengagement an der Volksbühne Berlin anzutreten. Nach einer Spielzeit kehrte Suter nach Zürich zurück und wirkte als Regieassistent erneut am Zürcher Schauspielhaus. 1949 verliess er vorübergehend wieder die Bühnenwelt und drehte in knapp einem Jahrzehnt rund 150 Werbefilme. 
1959 gab er sein Debüt als Kinofilmregisseur mit Der Mustergatte, einem Remake des beliebten englischen Komödienklassikers. Auch in seinem nächsten Film, Der Herr mit der schwarzen Melone, überliess er dem Mustergatten des Vorjahres, Walter Roderer, die Haupt- bzw. Titelrolle. Nach seiner in eigener Produktion (Turnus-Film) hergestellten Filmsatire über Schweizer Spiessertum und Kleinbürgermoral, Chikita, konnte Suter kaum mehr für das Kino arbeiten, seine Rückkehr auf die grosse Leinwand, die Bond-Film-Parodie Bonditis, wurde bei der Uraufführung 1967 «ein Fiasko auf dem internationalen Markt und setzt so der Filmkarriere Suters ein Ende». Zu Beginn der 1970er Jahre kehrte er zur Regie zurück, diesmal jedoch für das Schweizer Fernsehen. 1971 konnte er bei Professor Sound und die Pille – Die unwahrscheinliche Geschichte einer Erfindung mit den beiden deutschen UFA-Altstars Willy Birgel und Lil Dagover zusammenarbeiten.
Mehr noch als seine kurzlebige Kino- und Fernsehfilmkarriere besitzt Suters Arbeit für das Schweizer Unterhaltungstheater und für Fernsehshows Bedeutung. Er war erfolgreich als Entrepreneur im Zürcher Theaterwesen und Varieté sowie bei der Herstellung Schweizer TV-Shows, die er vor allem in Partnerschaft mit seinem Kompagnon Hans Gmür realisierte. 1959 war er in seiner Heimatstadt an der Eröffnung des Theaters am Hechtplatz beteiligt. Im darauf folgenden Jahrzehnt inszenierte er auch am Schauspielhaus Zürich (1962 Die Dame mit der Brille, 1963 die Uraufführungen von Hans Mühlethalers An der Grenze und Georg Bruns Besuche) und machte sich vor allem einen Namen als Autor von Musicals, Revuen, Boulevardstücken und Kabarettnummern. Die Revue Holiday in Switzerland brachte ihm die Goldene Rose von Montreux ein.
Suter gilt als Entdecker und Förderer des jungen Bruno Ganz, den er sowohl am Theater am Hechtplatz als auch in seinen beiden zu Beginn der 1960er Jahre inszenierten Filmen frühe Rollen überliess. Karl Suter besass überdies in Zürich eine Theater- und Filmagentur und wurde für seine Verdienste in der Schweizer Unterhaltungsindustrie mit dem Walo-Preis ausgezeichnet.
Karl Suter erlag am Silvestertag 1977 einem Herzinfarkt.

## Filmografie (komplett, ohne Fernsehshows)
Regie und Drehbuch
- 1959: So ein Mustergatte
- 1960: Der Herr mit der schwarzen Melone
- 1961: Wenn Männer Schlange stehen (Chikita)
- 1962: Vermisst wird… (Dokumentarkurzfilm)
- 1964: Wettlauf mit der Zeit (Dokumentarkurzfilm)
- 1967: Bonditis
- 1970: Hetzjagd (Fernsehfilm)
- 1971: Professor Sound und die Pille – Die unwahrscheinliche Geschichte einer Erfindung (Fernsehfilm)
- 1971: Ein Kind ist verschwunden (Fernsehfilm, nur Regie)
- 1973: In Sachen Fischer (Fernsehfilm, nur Regie)
- 1974: Im Sunnegrund (Fernsehfilm, nur Regie)
- 1977: In Sachen Knuth (Fernsehserie, nur Regie)

## Arbeiten als Bühnen- und TV-Autor (Auswahl)
- 1964: Bibi Balù (Musical)
- 1966: Golden Girl (Musical)
- 1967: Pfui Martina! (Musical)
- 1969: Holiday in Switzerland (Fernsehshow, ausgezeichnet mit der Goldenen Rose von Montreux)
- 1972: Viva Banana (Musical)
- 1976: Z wie Züri (Kabarettprogramm)
- 1979: Ciao Ticino (Kabarettprogramm)

sowie die Boulevardkomödien Zürcher Balladen, Ballett für Schwindler, Bonifazius und die Wunderlampe und das Kriminalstück Scherenschnitt.